# Aldred
Aldred o Ealdred (¿?-York, 11 de septiembre de 1069) fue un clérigo de Inglaterra, abad de Tavistock, obispo de Worcester, obispo de Hereford y arzobispo de York. Estaba relacionado con un gran número de clérigos de su época. Después de entrar al monasterio de Winchester se convirtió en abad de la abadía de Tavistock alrededor de 1027. En 1046 fue nombrado obispo de la diócesis de Worcester. Además de sus labores episcopales sirvió a Eduardo el Confesor, rey de Inglaterra, como diplomático y líder militar. Trabajó para traer uno de los parientes del rey, Eduardo el Exiliado, desde Hungría. Fue el primer obispo de Inglaterra en peregrinar a Jerusalén.
En 1060 fue elegido como arzobispo de York, pero su elección tuvo dificultades para obtener la aprobación papal. Algunas fuentes aseguran que fue Aldred quien coronó a Harold Godwinson como rey de Inglaterra cuando el rey Eduardo murió. Aldred dio su apoyo al rey, pero cuando Harold fue derrotado en la batalla de Hastings, Alfred apoyó primero a Edgar Atheling, pero finalmente se unió a Guillermo el Conquistador. Fue Aldred quien coronó al rey Guillermo el día de Navidad de 1066. Guillermo nunca confió por completo en Aldred ni en ningún otro líder sajón, y Aldred tuvo que acompañar a Guillermo de regreso a Normandía en 1067, pero regresó a York para morir allí en 1069. Aldred respaldó a las iglesias y monasterios de su diócesis con regalos y proyectos de construcción.

## Juventud
Probablemente Aldred era originario del oeste de Inglaterra, y posiblemente era pariente de Lyfing de Winchester, su predecesor como obispo de Worcester. También se relaciona a Aldred con Wilstan o Wulfstan, quien bajo la influencia de Aldred se convirtió en abad de Gloucester. Fue monje en Winchester antes de convertirse en abad de la abadía de Tavistok alrededor de 1027, y mantuvo el cargo hasta 1043, aproximadamente. El Handbook of British Chronology Third Edition ("Libro de mano de la cronología británica, tercera edición") dice que fue obispo de Hereford desde 1056 hasta 1060, cuando renunció al cargo pero otras fuentes afirman que el apenas llegó a administrar la sede mientras se encontraba vacante. o que fue obispo desde 1055 hasta 1060. Fue encomendado como obispo de Worcester en 1046, y mantuvo esa posición hasta 1062, cuando renunció a la sede de Worcester. En Worcester, pudo haber actuado como su predecesor, Lyfing, siendo obispo subordinado antes de asumir formalmente el obispado.

## Influencia política y viajes

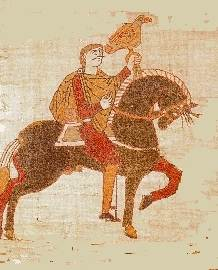
Harold Godwinson, del Tapiz de Bayeux, a quien Aldred falló en atrapar en 1051.

Fue consejero del rey Eduardo el Confesor, y frecuentemente se relacionaba con cuestiones gubernamentales. En 1046 lideró una exitosa expedición contra Gales En 1050, Aldred fue a Roma como «mensajero del rey». Esta encomienda fue aparentemente para asegurar la aprobación papal para el traslado de la diócesis de Crediton hacia Exeter, y pudo haber sido también para asegurar el otorgamiento de una promesa para ir en peregrinaje, si las fuentes posteriores a la conquista pueden ser creíbles. Ese mismo año, al regresar Aldred a Inglaterra, conoció a Sweyn Godwinson, hijo de Godwin de Wessex, y probablemente absolvió a Sweyn de haber secuestrado a la abadesa de Leominster en 1046. Fue a través de la intercesión de Aldred que a Sweyn se le restauró su condado. Probablemente Aldred ayudó a Sweyn no solo porque era partidario de la familia del conde Godwin sino además porque el condado de Sweyn se encontraba cerca de su obispado. Tan pronto como en 1049, los invasores irlandeses se aliaron con el rey Gruffydd ap Rhydderch del reino de Gwent para incursionar a lo largo del río Usk. Aldred trató de alejar a los invasores sin éxito. Este fracaso subrayó la necesidad de Aldred de un poderoso ducado en el área que lo ayudara contra las invasiones. En 1051, cuando fue enviado a interceptar a Harold Godwinson y sus hermanos cuando huían de Inglaterra después de la proscripción de su padre, Aldred «no quiso, o no pudo» capturarlos. En algún momento se presumió que había acompañado a Sweyn en su peregrinaje a Tierra Santa, pero esto nunca se probó.
El rey Eduardo envió a Aldred en 1054 con el emperador Enrique III el Negro para obtener la ayuda del monarca en el retorno de Eduardo el Exiliado, hijo de Edmundo II, a Inglaterra. Eduardo el Exiliado se encontraba en esa época en Hungría con el rey Andrés I. En esta misión, Aldred tuvo éxito de cierta manera, ya que obtuvo información sobre el funcionamiento de la iglesia alemana durante la estancia de un año con Hermann II arzobispo de Colonia. Sin embargo, el principal objetivo de la misión fue un fracaso, puesto que no logró asegurar el retorno de Eduardo. La mayor razón de esta falla fue el hecho que las relaciones de Enrique III con los húngaros se habían crispado, y el emperador fue incapaz o reacio a proporcionar ayuda a Aldred. Después del regreso de Aldred a Inglaterra tomó el cargo de las sedes de Hereford y Ramsbury, aunque no fue designado en Ramsbury, y quizá solo en Hereford. También administró las abadías de Winchcombe y Gloucester. En 1058 hizo una peregrinación a Jerusalén, siendo el primer obispo inglés en realizar este viaje.

## Arzobispo de York

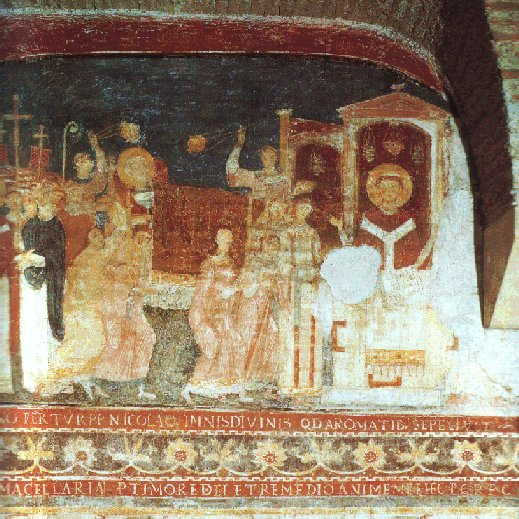
El papa Nicolás II representado en un fresco en el monasterio de san Clemente en Roma, al principio depuso a Aldred, y después le restauró el cargo en York.

Fue elegido arzobispo de York en 1060, y ese mismo año viajó a Roma para recibir el palio, símbolo de la autoridad de los arzobispos. Viajando con él se encontraba Tostig, otro hijo del conde Godwin, quien era entonces conde de Northumbria. William de Malmesbury dice de Aldred que: «entreteniendo la simplicidad del rey Eduardo y usando de razón las costumbres de sus predecesores, ha obtenido más por soborno que por razón, el arzobispado de York mientras aún mantenía su antigua sede». Sin embargo, a su llegada a Roma, tuvo que hacer frente a cargos de simonía, o compra de cargos eclesiásticos, y a la falta de aprendizaje, y su ascenso a York fue rechazado por el papa Nicolás II, quien además lo despojó del cargo en Worcester. La sentencia fue finalmente desestimada y Aldred recibió el palio y fue restablecido en York, aunque le fue pedida su renuncia a la sede de Worcester en 1062, cuando legados papales llegaron a Inglaterra para sostener un concejo y asegurarse de que Aldred había renunciado a Worcester. Mientras fue arzobispo, hizo diversas construcciones en Beverley, expandiendo proyectos de edificios comenzados por su predecesor Cynesige, y reparando y expandiendo otras iglesias de su diócesis. También publicó legislaciones eclesiásticas durante el reinado de Eduardo el Confesor, intentando disciplinar y reformar al clero.
John de Worcester afirmó que Aldred coronó al rey Harold II en 1066, aunque los cronistas normandos mencionan a Stigand como el prelado oficializador. Dado que era conocido el apoyo que Aldred daba a la familia Goodwin, probablemente John de Worcester estaba en lo correcto. En cualquier caso, Aldred y Harold eran muy amigos, y Aldred apoyó el interés de Harold en convertirse en rey. Después de la batalla de Hastings, Aldred se unió al grupo que trató de elevar a Edgar Atheling a rey, pero finalmente se rindió ante Guillermo I en Berkhamsted.
Fue Aldred quien coronó a Guillermo el día de Navidad de 1066, y en Whitsun en 1068, hizo lo mismo con Matilde de Flandes, esposa de Guillermo. Una innovación en la coronación fue que, antes de la misma, Aldred preguntó a la multitud reunida si era su deseo que Guillermo fuera coronado. Entonces el obispo de Coutances y Avranches hizo lo mismo, pero en francés normando. En marzo de 1067, Guillermo llevó consigo a Aldred a su regreso a Normandía, junto con otros líderes ingleses como el conde Edwin de Mercia, el conde Morcar de Northumbria, el conde Atheling y el arzobispo Stirgand. En 1069, cuando los thegns del norte se rebelaron contra Guillermo e intentaron reemplazarlo con Edgar Atheling, Aldred continuó apoyando al primero. Aldred regresó a York antes de 1069, ya que murió allí el 11 de septiembre de 1069, y fue enterrado en la catedral del episcopado. Pudo haber tomado parte activa en tratar de calmar las rebeliones del norte en 1068 y 1069.

## Legado
Después de la muerte de Aldred una de las limitaciones de Guillermo en el trato de los ingleses fue eliminada. En 1070, un concejo de iglesia tuvo lugar en Westminster y varios obispos fueron relegados del cargo. Para 1073 solo había dos ingleses en las sedes episcopales, y para el tiempo de la muerte de Guillermo en 1089, solo había uno, Wulfstan de Worcester. Aldred restauró la disciplina en los monasterios e iglesias bajo su autoridad, y fue liberal en cuanto a los regalos a las iglesias de su diócesis. Construyó una iglesia monástica a san Pedro en Gloucester y reparó gran parte de la iglesia de san Juan en Beverley. Fue Aldred quien alentó a Foldcard, un monje de la catedral de Canterbury, a escribir la Life of St John of Beverley ("Vida de san Juan de Beverley"), como parte del fomento al culto de san Juan que hizo Aldred.